# قزل‌تان (آق‌مولا)
قزل‌تان (به قزاقی: Kyzyltan) یک منطقهٔ مسکونی در قزاقستان است که در شهرستان زرندی واقع شده‌است. قزل‌تان ۳۹۴ نفر جمعیت دارد.